# 울레비
울레비(스웨덴어: Ullevi)는 스웨덴 예테보리에 있는 다목적 경기장이다. IFK 예테보리의 홈 구장으로 사용되고 있으며 43,000명을 수용할 수 있다. 1958년 FIFA 월드컵과 UEFA 유로 1992, 1995년 세계 육상 선수권 대회, 2006년 유럽 육상 선수권 대회가 열린 곳이기도 하다.

## 기록

### 2002년 FIFA 월드컵 유럽 지역 예선
| 날짜            | 팀 1   | 스코어 | 팀 2         | 라운드 |
| --------------- | ------ | ------ | ------------ | ------ |
| 2000년 10월 7일 | 스웨덴 | 1 - 1  | 튀르키예     | 4조    |
| 2001년 3월 24일 | 스웨덴 | 1 - 0  | 북마케도니아 | 4조    |
| 2001년 6월 6일  | 스웨덴 | 6 - 0  | 몰도바       | 4조    |